# Chrioloba bifasciata
Chrioloba bifasciata là một loài bướm đêm trong họ Geometridae.